# Bukova Glava (Leskovac)
Bukova Glava (Leskovac) (em cirílico: Букова Глава) é uma vila da Sérvia localizada no município de Leskovac, pertencente ao distrito de Jablanica, na região de Jablanica. A sua população era de 274 habitantes segundo o censo de 2002.

## Demografia
| 1948 | 1953 | 1961 | 1971 | 1981 | 1991 | 2002 | 2011 |
| ---- | ---- | ---- | ---- | ---- | ---- | ---- | ---- |
| 398  | 396  | 405  | 360  | 379  | 354  | 295  | 274  |